# Einband-Europameisterschaft 1967

Logo CEB (ausrichtender Verband)

Veranstaltungsort: Deurne

Die Einband-Europameisterschaft 1967 war das 16. Turnier in dieser Disziplin des Karambolagebillards und fand vom 4. bis zum 7. Mai 1967 in Deurne, einem Ortsteil von Antwerpen statt. Es war die zweite Einband-Europameisterschaft in Belgien.

## Geschichte
In Deurne wurde wieder einmal eine Rekord-EM im Einband gespielt. Raymond Ceulemans holte wieder ungeschlagen seinen fünften Titel in Folge. Mit 12,72 im Generaldurchschnitt (GD) erzielte er auch wieder einen neuen Europarekord und stellte mit 20,00 im BED den Rekord ein. Wie schon in Krefeld hielt er auch den Serienrekord mit 90 für einen Tag. Dieser wurde ihm aber wieder vom Franzosen Jean Marty abgenommen, der mit 102 als erster international eine Serie von über 100 Punkten erzielte. Die belgische Überlegenheit im Einband unterstrich Ludo Dielis mit dem zweiten Platz vor dem Österreicher Johann Scherz der sein bestes Einbandturnier ablieferte. Sechster wurde mit guter Leistung Norbert Witte vor dem Spanier Joaquín Domingo der bereits 1934 den fünften Platz bei der Einband-Weltmeisterschaft belegen konnte.

## Turniermodus
Hier wurde im Round Robin System bis 200 Punkte gespielt. Es wurde mit Nachstoß gespielt. Damit waren Unentschieden möglich.
Bei MP-Gleichstand wird in folgender Reihenfolge gewertet:
1. MP = Matchpunkte
2. GD = Generaldurchschnitt
3. HS = Höchstserie

## Abschlusstabelle
| MP    | Match Points (Sieger = 2; Unentschieden = 1; Verlierer = 0) |
| Pkte. | Erzielte Karambolagen                                       |
| Aufn. | Benötigte Versuche                                          |
| GD    | Generaldurchschnitt                                         |
| BED   | Bester Einzeldurchschnitt eines Spielers                    |
| HS    | Höchstserie                                                 |
|       | Bester GD des Turniers                                      |
|       | Bester ED des Turniers                                      |
|       | Beste HS des Turniers                                       |
|       | 1. Platz (Gold)                                             |
|       | 2. Platz (Silber)                                           |
|       | 3. Platz (Bronze)                                           |

| Platz                     | Name              | MP   | Pkte. | Aufn. | GD    | BED   | HS  |
| ------------------------- | ----------------- | ---- | ----- | ----- | ----- | ----- | --- |
| 1                         | Raymond Ceulemans | 14:0 | 1400  | 110   | 12,72 | 20,00 | 90  |
| 2                         | Ludo Dielis       | 12:2 | 1304  | 141   | 9,24  | 16,66 | 84  |
| 3                         | Johann Scherz     | 10:4 | 1260  | 140   | 9,00  | 13,33 | 54  |
| 4                         | Jean Marty        | 8:6  | 1225  | 159   | 7,70  | 15,38 | 102 |
| 5                         | Henk Scholte      | 4:10 | 1017  | 151   | 6,73  | 11,11 | 39  |
| 6                         | Norbert Witte     | 4:10 | 916   | 186   | 5,21  | 6,66  | 52  |
| 7                         | Joaquín Domingo   | 4:10 | 950   | 183   | 5,19  | 6,89  | 48  |
| 8                         | Maurice Coyret    | 0:14 | 529   | 158   | 3,75  | –     | 29  |
| Turnierdurchschnitt: 7,09 |                   |      |       |       |       |       |     |